# Тутин, Янис
Я́нис Ту́тин (латг. Juoņs Tutyns, латыш. Jānis Tutins; род. 23 июня 1966) — латвийский политический деятель, бывший мэр города Резекне.
В политике Янис Тутин с 2002 года, когда впервые баллотировался в Восьмой Сейм Латвии, но не прошёл. В 2005 году он был избран в Резекненскую городскую думу, но результаты голосования были аннулированы из-за подкупа голосов.
На повторных выборах в думу, 20 апреля 2005 года, Янис Тутин вновь был избран, а также назначен мэром (председателем думы) города Резекне. Но 3 марта 2006 года Янис Тутин сместили с должности мэра, его место занял Юрис Гунтис Вяксе.
Осенью 2006 года Янис Тутин был избран в Девятый Сейм, а осенью 2010 года — в Десятый Сейм.